# Завадовский, Леонид Николаевич
Леони́д Никола́евич Завадо́вский (8 апреля 1888 г., село Преображенское Тамбовского уезда — 21 февраля 1938 г., Воронеж) — русский советский писатель. Погиб в результате репрессий.

## Биография
Родился в семье писца, работавшего в поместье помещика Сатина. С семи лет жил в Тамбове. Окончил народную школу, учился в гимназии (не окончил). Мечтал стать художником, занимался самообразованием. Но в 1905 г. примкнул к революционному движению. Арестован в первый раз 20 июля 1905 г., после третьего ареста 20 ноября 1906 г. и двухлетного тюремного заключения сослан на каторгу в Иркутскую губернию. Домой смог вернуться только после Февральской революции в 1917 г. Несколько позднее поселился в г. Усмани, где прожил до конца жизни.

В 1919 … писал пьесы для детских постановок. В 1924 изгнали за отсутствие диплома. Пока добивался, пока прошел через проверочную комиссию и получил диплом — место занял другой. Безработице много обязан. Не она, — может быть, не начал бы писать серьезно.
— Автобиография
Первая публикация: фрагмент повести «Соломенская учительница» в журнале «Народный Учитель» No 1, 1925 г. Во второй половине 1920-х годов оказался довольно востребованным писателем (см. раздел «Издания»).

«Расстрельное» постановление тройки НКВД от 9 февраля 1938 г.

Арестован 2 февраля 1938 г. Постановлением тройки НКВД от 9 февраля 1938 г. обвинен в контрреволюционной агитации и террористических намерениях и приговорен к расстрелу. Расстрелян 21 февраля 1938 г.
22 марта 1958 г. президиум Липецкого областного суда полностью реабилитировал Л. Завадовского из-за отсутствия состава преступления.

## Издания[5]
- Корень. Рассказ / Леонид Завадовский. — М.: Недра, 1925. — 31 с.; 18 см. (Массовая худ. лит.).

- Вражда. Рассказы / Леонид Завадовский. — М.: Новая Москва, 1926. — 152 с.; 19 см. — (Лит.-худ. б-ка «Недра»)
  - То же: — Москва: Недра, 1928 (тип. «Рабочей газеты»). — 155 с.; 21 см.
  - То же: — 2-е изд. — Москва—Ленинград: Земля и фабрика, 1929. — 219 с.; 19 см.

- В тайге Архивная копия от 14 января 2018 на Wayback Machine. Рассказ / Л. Завадовский; Рис. А. Кравченко. — М. —Л.: Гос. изд., 1926. — 84 с. ил.; 18 см. — (Новая дет. б-ка: Сред. и ст. возраст).
  - То же: — 2-е изд., доп. — Москва—Ленинград: Гос. изд-во, 1928. — 82 с., ил.; 17 см. — (Для детей среднего и старшего возраста).

- Друзья / Рассказы о животных Л.Завадовского, М.Потемкиной, М.Морозовой; Рис. П.Бучкина. — М. —Л.: Гос. изд., 1926. — 154 с. ил.; 23 см. — (Новая дет. б-ка: Мл. и ср. возраст).

- Полова. Рассказ / Леонид Завадовский. — М.: Новая Москва, 1926. — 63 с.; 17 см. — (Массовая б-ка «Недра»).
  - То же: — Москва—Ленинград: Земля и фабрика, 1930. — 80 с. ил.; 16 см. — (Массовая библиотека ЗИФа).

- Песнь седого волка. Рассказы. — Москва: Недра, 1927 («Мосполиграф», 16-я тип.). — 176 с.; 21 см.

- Никитино счастье. Рассказ / Леонид Завадовский. — Москва: Новая Москва, 1927. — 45 с.; 17 см. — (Массовая библиотека «Недра»).

- Волки. Рассказ / Леонид Завадовский; Рис. Д. Горлова. — Москва—Ленинград: Гос. изд-во, 1928. — 44 с., ил.; 17 см. — (Для детей среднего и старшего возраста).

- Железный круг. Повести и рассказы / Леонид Завадовский. — Москва: Недра, 1928. — 218 с.; 20 см.

- Полова. Рассказы / Леонид Завадовский. — Москва—Ленинград: Земля и фабрика, 1929 (Гомель: тип. «Полеспечати»). — 250 с.; 19 см.

- Железный круг. Рассказы / Леонид Завадовский. — Москва—Ленинград: Земля и фабрика, 1929. — 237 с.; 19 см.

- Избранные рассказы / Леонид Завадовский. — Москва: Моск. т-во писателей, 1931 (тип. «Искра революции»). — 310 с.; 18 см.

- Соседи. Рассказ / Л. Завадовский. — Воронеж: изд. и тип. кн-ва «Коммуна», 1934. — 61 с.; 14 см.

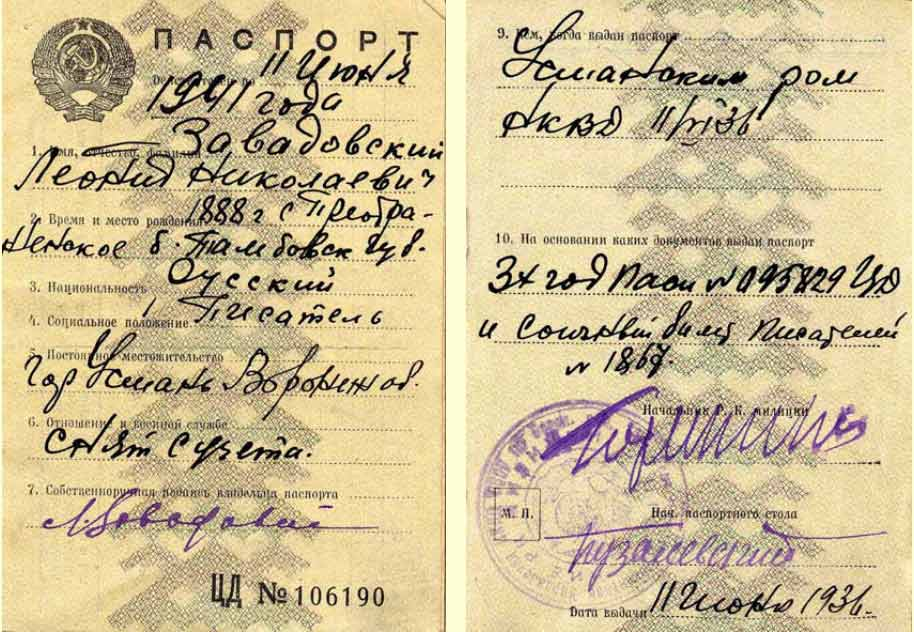
Паспорт, выданный писателю 11 июня 1936 г

- Золото. Роман / Леонид Завадовский. — Воронеж: Ворон. обл. кн-во, 1935. — 326 с.; 22 см.
  - То же: — Москва: Гослитиздат, 1936 [на переплете: 1937]. — 404 с.; 20 см.

- Лунная тропа. Рассказы / Леонид Завадовский. — Воронеж: Ворон. обл. кн-во, 1935. — 137 с.; 20 см.

- Золото. Роман / Послесл. И. Смирнова. — Липецк: Кн. изд-во, 1960. — 390 с., 1 л. портр.; 21 см.

- Золото. Роман / Предисл. А. Саранцева. — Воронеж: Центр.-Чернозем. кн. изд-во, 1967. — 399 с. ил.; 21 см.

- Песнь седого волка. Рассказы / Вступ. статья А. Саранцева. — Воронеж: Центр.-Чернозем. кн. изд-во, 1968. — 229 с. портр.; 20 см.
  - Содержание: На белом озере; Бурун; Вражда; Корень; Песнь седого волка; Полова; Тунгус; Соседи; Разведка инженера Панова; Облачный день.

- Соломенская учительница. Рассказы, повесть / Л. Н. Завадовский; Вступ. ст., сост. Д. С. Комякова. — Воронеж: Центр.-Чернозем. кн. изд-во, 1987. — 332 с.; 21 см. — (Отчий край).
  - Содержание: Соломенская учительница. Повесть; Рассказы: Бурун; Разведка инженера Панова; В лунную ночь; Корень; Полова; Никитино счастье; Песнь седого волка; Облачный день; Соседи; Клевер.